# Augusto Higa Oshiro
Augusto Higa Oshiro (Lima, 1946-Ibidem, 28 de abril de 2023) fue un escritor y narrador peruano de ascendencia japonesa. Es considerado como uno de los mayores representantes de la comunidad peruano-japonesa en la literatura.

## Biografía
Estudió Literatura en la Universidad Nacional Mayor de San Marcos.  Considerado como un autor proveniente de la "Generación del 60" junto a autores como Oswaldo Reynoso y Roberto Reyes Tarazona, la obra de Higa esta principalmente enfocada en los barrios de El Porvenir en el distrito de La Victoria, lugar donde el autor vivió su infancia y juventud. Aparecen otros lugares recurrentes, como mercados y calles de la ciudad de Lima. 
La obra de Higa suele dividirse en dos etapas por los críticos: En los libros de cuentos "Que te coma el tigre" (1978) y "La casa de Albaceleste" (1987); y la novela "Final del Porvenir" (1992), hay una fuerte influencia de autores peruanos clásicos como Julio Ramón Ribeyro, José María Arguedas y Mario Vargas Llosa, donde se representa el mundo criollo y mestizo en los barrios marginales. 
En 1990, cuando Alberto Fujimori entra a la presidencia, Higa viaja a Japón por necesidades económicas. Su ascendencia japonesa le facilita el viaje, pero allá es discriminado y explotado por su condición de extranjero. Desilusionado, al regresar a Lima, escribe el testimonio "Japón no da dos oportunidades" (1994), que se considera como un punto de quiebre en su obra. A partir de esta experiencia, Higa reflexiona sobre su condición de "nisei" (término japonés que significa "descendiente de japoneses nacido fuera de Japón"), y lo lleva a escribir posteriormente "La iluminación de Katzuo Nakamatsu" (2008), que más tarde obtuvo el reconocimiento de la Asociación Peruano Japonesa y es considerada como su novela más importante. En esta segunda etapa de su obra, hay un mayor protagonismo del "nikkei" en Perú, explorado en su tercer libro de cuentos "Okinawa existe" (2013), y su más reciente novela "Gaijin" (2014).

## Obras
- 1977, Que te coma el tigre; Lima: Lámpara de Papel Editores.
- 1987, La casa de Albaceleste; Lima: Lluvia Editores.
- 1992, Final del Porvenir; Lima: Milla Batres.
- 1994, Japón no da dos oportunidades
- 2005, Esta calle ya no es mía; Lima: Murrup.
- 2007, Final del Porvenir; Lima: San Marcos.
- 2008, La iluminación de Katzuo Nakamatzu; Lima: San Marcos.
- 2010, La casa de Albaceleste; Lima: Altazor.
- 2013, Okinawa existe; Lima: Grupo Editorial Mesa Redonda.
- 2014, Gaijin; Lima: Animal de invierno.
- 2014, Saber matar, saber morir; Lima: Caja negra.
- 2014, Todos los cuentos; Lima: Campo Letrado Editores
- 2015, La iluminación de Katzuo Nakamatzu; Lima: Asociación Peruano Japonesa.